# Década de 1840 nos Estados Unidos
Esta é uma cronologia da década de 1840 nos Estados Unidos.

## 1840
- 13 de janeiro: O navio a vapor Lexington naufraga no Estuário de Long Island depois de ser causado por um incêndio na noite anterior.[1][2]
- 19 de janeiro: Tenente Charles Wilkes e sua expedição da Marinha dos Estados Unidos avistam e descobrem um continente da Antartica.[3][4][5][6]
- 7 de maio: Um tornado atinge a cidade de Natchez, Mississippi, causando a morte de 317 pessoas e ferindo 109 pessoas.[7][8]
- 1 de julho: O sexto censo dos Estados Unidos determina que a população residente no país é 17.069.453 habitantes.[9][10]
- 12 de julho: Forças norte-americanas desembarcam nas Ilhas Fiji.[11]
- 26 de agosto: Os Estados Unidos e Portugal assinam um tratado de comércio.[12]
- 13 de novembro: A Grã-Bretanha reconhece a República do Texas e assina um tratado de comércio.[12]
- 2 de dezembro: É realizada a eleição presidencial. William Henry Harrison é eleito presidente dos Estados Unidos, recebendo 1.274.624 votos populares.[12][13][14]

## 1841
- 25 de fevereiro: Forças norte-americanas desembarcam nas Ilhas Samoa.[11]
- 4 de março: William Henry Harrison toma posse como o nono presidente dos Estados Unidos.[15][16]
- 6 de março: George E. Badger torna-se o 12° Secretário da Marinha dos Estados Unidos.[17]
- 9 de março: A Suprema Corte dos Estados Unidos liberta os escravos africanos capturados do navio mercante espanhol La Amistad.[14][18][19][20]
- 4 de abril: Morre de pneumonia, o presidente William Henry Harrison durante o mandato, tornando-se o primeiro presidente norte-americano a morrer no cargo e sendo sucedido pelo seu vice John Tyler como o décimo presidente dos Estados Unidos.[15][21][22]
- 20 de junho: Samuel Morse recebe a patente de sua invenção, o telégrafo.[23]
- 11 de outubro: Abel P. Upshur torna-se o 13° Secretário da Marinha dos Estados Unidos.[17]

## 1842
- 5 de março: Tropas mexicanas, lideradas pelo líder Rafael Vásquez, ocupam San Antonio, na República do Texas.[24][25]
- 30 de março: A primeira cirurgia usando anestesia é realizada pelo Doutor Crawford Long, em Danielsville, Geórgia.
- 10 de maio: Termina a Segunda Guerra Seminole.[17][26]
- 28 de junho: Três tratados são ratificados pela Grã-Bretanha e pela República do Texas.[27]
- 9 de agosto: O Tratado Webster-Ashburton é assinado pelo Secretário de Estado norte-americano Daniel Webster e pelo Conselheiro Privado da Grã-Bretanha Alexander Baring, estabelecendo as fronteiras entre os Estados Unidos e o Canadá.[15][18][25][27][28][29][30]
- 14 de agosto: Coronel William Jenkins Worth do Exército dos Estados Unidos anuncia o fim da Segunda Guerra Seminole.[31][32]
- 20 de agosto: O Tratado Webster-Ashburton é ratificado pelo Senado dos Estados Unidos, estabelecendo as fronteiras entre os Estados Unidos e o Canadá.[33][34]
- 20 de outubro: Comodoro Thomas ap Catesby Jones, da Marinha dos Estados Unidos, ocupa Monterey, Califórnia.[35]

## 1843
- 24 de julho: David Henshaw torna-se o 14° Secretário da Marinha dos Estados Unidos.[36]
- 26 de agosto: A máquina de escrever com maior rapidez de escrita é inventada por Charles Thurber.[37]
- 13 de outubro: A mais antiga organização judaica dos Estados Unidos, a B'nai B'rith, é fundada na cidade de Nova Iorque.[38]
- 28 de novembro: O Reino do Havaí é oficialmente reconhecido pelas nações europeias como uma nação independente.[39]
- 5 de dezembro: O primeiro navio da Marinha dos Estados Unidos com casco de ferro (iron-hulled), USS Michigan, é lançado em Erie, Pensilvânia.[36]
- 16 de dezembro: Forças norte-americanas desembarcam na Libéria.[40]

## 1844
- 19 de fevereiro: Thomas W. Gilmer torna-se o 15° Secretário da Marinha dos Estados Unidos.[36]
- 28 de fevereiro: Uma explosão acidental de canhão do navio de guerra USS Princeton mata oito pessoas a bordo, incluído os Secretários de Estado Abel P. Upshur e o da Marinha Thomas W. Gilmer. Presidente John Tyler escapa de um acidente sem ferido.[41][42][43]
- 26 de março: John Y. Mason torna-se o 16° Secretário da Marinha dos Estados Unidos.[36]
- 29 de março: Uriah P. Levy torna-se o primeiro judeu norte-americano a ser promovido a Capitão.[36]
- 12 de abril: O tratado da anexação do Texas é assinado entre o Secretário de Estado, John C. Calhoun e o governo da República do Texas.[12][18][44]
- 24 de maio: Samuel Morse envia o primeiro mensagem sobre a primeira linha telegráfica de Washington, DC para Baltimore.[45][46][47]
- 8 de junho: O Senado dos Estados Unidos rejeita o tratado da anexação do Texas.[18][48][49]
- 3 de julho: O Tratado de Wanghia é assinado entre a China e os Estados Unidos.[48][50][51]
- 4 de dezembro: É realizada a eleição presidencial. James Knox Polk é eleito Presidente dos Estados Unidos.[52][53]

## 1845
- 28 de fevereiro: O Congresso dos Estados Unidos aprova a anexação do Texas.
- 1 de março: Presidente John Tyler assina a resolução do Congresso dos Estados Unidos, que autoriza a anexação da República do Texas.[12][54][55][56][57][58]
- 3 de março: A Flórida torna-se o 27º estado norte-americano admitido à União e o 14° estado da escravidão.[49][59][60]
- 4 de março: James Knox Polk toma posse como o 11º presidente dos Estados Unidos.[61][62][63]
- 28 de março: O México rompe as relações diplomáticas com os Estados Unidos.[12][60]
- 4 de julho: Os eleitores do Texas em Austin aprovam a anexação aos Estados Unidos.[64][65]
- 10 de outubro: A Academia Naval dos Estados Unidos (United States Naval Academy) é fundada pelo Secretário da Marinha, George Bancroft.[40][66]
- 13 de outubro: O referendo popular no Texas aprova a anexação.[65]
- 10 de novembro: Os Estados Unidos e a Bélgica assinam um tratado de comércio.[12]
- 29 de dezembro: O Texas torna-se o 28° estado norte-americano admitido à União e o 15° estado da escravidão.[12][49][56][67][68][69]

## 1846
- 23 de abril: Presidente mexicano Mariano Paredes y Arrillaga declara guerra aos Estados Unidos.[56][70]
- 25 de abril: Soldados mexicanos, comandados pelo Anastacio Torrejón, cruzam o Rio Grande e invadem o Fort Texas, iniciando a Guerra Mexicano-Americana. Um ataque mexicano deixa onze americanos mortos e cinco feridos.[70]
- 8 de maio: Tropas norte-americanas, comandadas pelo General Zachary Taylor, vencem a Batalha de Palo Alto.[15][68][71]
- 9 de maio: Tropas norte-americanas, comandadas pelo General Zachary Taylor, vencem a Batalha de Resaca de la Palma.[72][73]
- 11 de maio: A declaração da guerra é aprovada pela Câmara dos Representantes dos Estados Unidos, por 174 votos a favor e 14 contra.[72][74][75][76]
- 12 de maio: A declaração da guerra é aprovada pelo Senado dos Estados Unidos, por 40 votos a favor e 2 contra.[72][74][75][76]
- 13 de maio: Presidente James Knox Polk assina a declaração da guerra contra o México.[12][74][76][77][78][79]
- 14 de junho: A capital mexicana da Califórnia, Sonoma, é capturada por colonos norte-americanos.[66]
- 15 de junho: O Tratado de Oregon (Oregon Treaty) é assinado entre os Estados Unidos e a Grã-Bretanha em Washington, DC.[15][80][81]
- 18 de junho: O Senado dos Estados Unidos ratifica o Tratado de Oregon por 41 votos a favor e 14 contra.[80]
- 19 de junho: A primeira partida registrada de beisebol (baseball) acontece em Hoboken, Nova Jérsei onde o New York Knickerbockers é derrotado pelo New York Club por 23 a 1.[82]
- 15 de agosto: General Stephen Watts Kearny proclama que o Novo México é a parte dos Estados Unidos.[80]
- 12 de dezembro: O Tratado Mallarino-Bidlack é assinado entre Nova Granada (atual Colômbia) e os Estados Unidos.
- 28 de dezembro: O Iowa torna-se o 29° estado norte-americano admitido à União e o 14° estado abolir a escravidão.[69][83][84]

## 1847
- 13 de janeiro: As últimas forças mexicanas, comandadas pelo Major Andres Pico, rendem-se e assinam o Tratado de Cahuenga, terminado as hostilidades entre os americanos e os mexicanos na Alta Califórnia, na Guerra Mexicano-Americana.[1][85][86][87]
- 22 a 23 de fevereiro: Tropas norte-americanas, comandadas pelo General Zachary Taylor, derrotam as tropas mexicanas, comandadas pelo General Antonio López de Santa Anna na Batallha de Buena Vista, no México.[86][88][89]
- 2 de março: Forças americanas, comandadas pelo Coronel Alexander Doniphan, ocupam Chihuahua, México.[90]
- 27 de março: General mexicano Juan Jose Landero se rende ao General norte-americano Winfield Scott, em Vera Cruz, México.[88]
- 29 de março: Tropas americanas, comandadas pelo General Winfield Scott, ocupam Veracruz, México.[91]
- 17 a 18 de abril: Tropas americanas, comandadas pelo General Winfield Scott, atacam o Exército Mexicano, comandado pelo General Antonio López de Santa Anna, na Batalha de Cerro Gordo.[88]
- 1 de julho: Os primeiros selos postais americanos são emitidos.[9]
- 31 de agosto: A convenção aprova a constituição do estado de Illinois.[92]
- 14 de setembro: Tropas norte-americanas, comandadas pelo General Winfield Scott, ocupam a Cidade do México.[55][93]

## 1848
- 24 de janeiro: Ouro é descoberto pelo carpinteiro James W. Marshall no Rio American, em Sutter's Mill, iniciando a Corrida do ouro na Califórnia.[12][94][95][96][97][98]
- 2 de fevereiro: O Tratado de Guadalupe Hidalgo é assinado pelo presidente James Knox Polk em Washington, DC, terminando a Guerra Mexicano-Americana.[99][100][101][102][103][104][105]
- 28 de fevereiro: O embaixador norte-americano na França, Richard Rush, reconhece o governo republicano da França.
- 6 de março: A constituição do estado de Illinois é ratificada pelo voto popular.[92]
- 10 de março: O Tratado de Guadalupe Hidalgo é ratificado pelo Senado dos Estados Unidos.[101][104][106]
- 29 de maio: O Wisconsin torna-se o 30° estado norte-americano admitido à União e o 15° estado a abolir a escravidão.[69][106][107]
- 3 de junho: O Senado dos Estados Unidos ratifica o Tratado Mallarino-Bidlack.[86]
- 7 de junho: O Partido Whig escolhe o General Zachary Taylor como o candidato a presidente dos Estados Unidos.[108]
- 19 a 20 de julho: A primeira convenção dos direitos das mulheres na história do mundo é realizada em Seneca Falls, Nova Iorque.[99]
- 19 de agosto: Uma carta é publicada no jornal New York Herald, anunciando o descoberto de ouro na Califórnia.[109]
- 7 de novembro: É realizada a eleição presidencial. O candidato do Partido Whig, Zachary Taylor é eleito o 12° presidente dos Estados Unidos.[103][108][110][111][112][113]

## 1849
- 23 de janeiro: Elizabeth Blackwell torna-se a primeira mulher americana a graduar-se em Medicina.[114][115][116]
- 14 de fevereiro: James Knox Polk torna-se o primeiro presidente dos Estados Unidos a ser fotografado no mandato.[117]
- 3 de março: O Departamento do Interior (United States Departament of the Interior) é criado pelo Congresso dos Estados Unidos, em Washington, DC.[59][98][118][119][120]
- 3 de março: O Território do Minnesota é criado pelo Congresso dos Estados Unidos.[118][121]
- 4 de março: Zachary Taylor toma posse como o 12º presidente dos Estados Unidos.[122]
- 8 de março: William B. Preston torna-se o 19° Secretário da Marinha dos Estados Unidos.[101][123]
- 1 de outubro: Uma convenção em Frankfort adota a constituição estadual do Kentucky.[124]
- 13 de novembro: Os residentes da Califórnia aceitam a constituição estadual, que proíbe a escravidão.[125]
- 20 de dezembro: Os Estados Unidos e o Havaí assinam um tratado de amizade e comércio.[111]